# Lactarius rufus
Lactaire roux
Espèce
Le Lactaire roux, Lactarius rufus, est une espèce de champignons de la famille des Russulaceae.